# Fußballjahr 1982
1979 | 1980 | 1981 | Fußballjahr 1982 | 1983 | 1984 | 1985 | 1986 | ►

Weitere Sportereignisse

Logo der WM 1982

Das wichtigste Ereignis im Fußballjahr 1982 war die Weltmeisterschaft in Spanien vom 13. Juni bis zum 11. Juli.

## International

### Nationalmannschaften
- An der Endrunde der zwölften Fußball-Weltmeisterschaft nahmen erstmals 24 Nationalmannschaften teil. Gespielt wurden eine Vorrunde mit sechs Vierergruppen, eine Zwischenrunde mit vier Dreiergruppen, danach folgen Halbfinale und Finale. Weltmeister wurde Italien, bester Torschütze war der Italiener Paolo Rossi.

Finale:  Italien –  BR Deutschland 3:1
Spiel um Platz 3:  Polen –  Frankreich: 3:2
- Fußball-Afrikameisterschaft 1982 in Libyen:  Ghana –  Libyen 1:1 n. V., 7:6 i. E.

### Vereine
- Europapokal der Landesmeister 1981/82:  Aston Villa, Finale 1:0 gegen FC Bayern München
- Europapokal der Pokalsieger 1981/82:  FC Barcelona, 2:1 gegen Standard Lüttich
- UEFA-Pokal 1981/82:  IFK Göteborg, Finalspiele 1:0 und 3:0 gegen Hamburger SV

- Copa Libertadores 1982:  Club Atlético Peñarol, Finalspiele 0:0 und 1:0 gegen CD Cobreloa

### Fußballer des Jahres
- Ballon d’Or 1982:  Paolo Rossi
- Südamerikas Fußballer des Jahres:  Zico
- Afrikas Fußballer des Jahres:  Thomas N’Kono

## National

### Belgien
- Belgische Meisterschaft: Meister Standard Lüttich

### Brasilien
- Brasilianische Meisterschaft: Meister Flamengo Rio de Janeiro

### England
- Englische Meisterschaft: Meister FC Liverpool
- FA Cup 1980/81: Sieger Tottenham Hotspur

### Jugoslawien
- Jugoslawische Meisterschaft: Meister Dinamo Zagreb

### Liechtenstein
- Liechtensteiner Cup 1981/82: Cupsieger FC Balzers

### Niederlande
- Niederländische Meisterschaft: Meister Ajax Amsterdam

### Österreich
- Österreichische Fußballmeisterschaft 1981/82: Meister SK Rapid Wien
- Österreichischer Fußball-Cup 1981/82: Sieger FK Austria Wien

### Schottland
- Schottische Meisterschaft: Meister Celtic Glasgow

### Schweiz
- Schweizer Fussballmeisterschaft 1981/82: Meister Grasshopper Club Zürich

### Uruguay
- Uruguayische Fußballmeisterschaft: Meister Club Atlético Peñarol